# Hermògenes de Citera
Hermògenes de Citera (en llatí Hermogenes, en grec antic Ἑρμογένης) fou un escultor grec natural de l'illa de Citera, que segons Pausànies va fer una estàtua d'Afrodita que va estar exposada a Corint (Descripció de Grècia II, 2.7).